# Slag bij de Perzische Poorten
De Slag bij de Perzische Poorten vond plaats tussen een Perzisch leger onder leiding van de satraap van Persis, Ariobarzanes, en het leger van Alexander de Grote. In de winter van 330 v.Chr. leidde Ariobarzanes de in de minderheid zijnde Perzische troepen naar de Perzische Poorten bij Persepolis, waar hij de Macedoniërs voor een maand wist tegen te houden. Alexander vond uiteindelijk een pad waarmee hij de Perzen kon omcirkelen, waarna hij ook Persepolis innam.

## Achtergrond
Het Perzische Rijk had veel nederlagen geleden tegen de Macedoniërs bij de Granicus, Issos en Gaugamela, en tegen het eind van 331 v.Chr. had Alexander de Grote Babylon en Susa bereikt. Een "Koninklijke Weg" verbond Susa met de meer oostelijk gelegen Perzische hoofdsteden Persepolis en Pasargadae, en was de logische weg voor Alexanders veldtocht. Ondertussen was koning Darius III een nieuw leger aan het opbouwen in Ekbatana. Ariobarzanes moest ervoor zorgen dat de Macedoniërs Persis niet konden bereiken, en om dit te bereiken vertrouwde hij op het terrein. Er waren slechts enkele wegen door het Zagrosgebergte, die dan ook nog allemaal zeer gevaarlijk waren geworden door de winter.
Na de verovering van Susa splitste Alexander zijn leger in twee. Alexanders generaal Parmenion nam de ene helft met zich mee over de "Koninklijke Weg", en Alexander zelf nam de route naar Persis. Om die te bereiken moest hij door de Perzische Poorten gaan, een nauwe bergpas die zeer geschikt was om er een hinderlaag in te leggen.
Tijdens de mars onderwierp Alexander de Uxii, een lokale bergstam die een som geld hadden gevraagd om hem een veilige passage te kunnen garanderen. In de Perzische Poorten kwam hij geen tegenstand tegen. Omdat hij dacht dat hij geen tegenstanders meer zou tegenkomen, stuurde hij geen verkenners meer vooruit, waardoor hij nietsvermoedend in Ariobarzanes' hinderlaag liep.
De vallei vóór de Perzische Poorten, Tang'e Meyran, is in het begin zeer wijd, waardoor het Macedonische leger de bergen gemakkelijk kon binnenkomen. Ariobarzanes bezette een positie bij het moderne dorpje Cheshmeh Chenar. De weg buigt daar naar het Zuidoosten en wordt daar veel smaller, waardoor het terrein ook gevaarlijker wordt. Volgens de historicus Arrianus had Ariobarzanes een leger van 40.000 man infanterie en 700 cavalerie, terwijl de Macedoniërs slechts met 10.000 waren. Sommige moderne historici zeggen echter dat deze aantallen voor de Perzen zwaar overdreven zijn en onwaarschijnlijk. De Encyclopaedia Iranica suggereert een aantal van net 700 (of niet meer dan 2.000), gebaseerd op het aantal troepen die waarschijnlijk onder Ariobarzanes' leiding stonden, maar vermeldt dat de meeste moderne historici Arrianus, Quintus Curtius en Diodorus Siculus volgen.

## De slag
De Perzische Poorten waren slechts enkele meters breed bij de hinderlaag. Toen het Macedonische leger eenmaal diep genoeg in de nauwe pas gekomen was, lieten de Perzen stenen op hen neervallen vanop de noordelijke hellingen. Perzische boogschutters schoten vanop de zuidelijke helling. Alexanders leger leed in het begin zware verliezen. De Macedoniërs probeerden zich terug te trekken, maar het terrein en de nog steeds marcherende achterhoede maakten dat onmogelijk. Alexander zag zich gedwongen zijn gesneuvelden achter te laten om de rest van zijn leger te redden. Dit werd gezien als zeer respectloos door de Macedoniërs en de andere Grieken, die het erg belangrijk vonden dat hun gesneuvelden een goede begrafenis kregen.
Ariobarzanes had wel redenen om te geloven dat succes hier het verloop van de oorlog kon veranderen. Voorkomen dat Alexander door de Perzische Poorten kwam zou het Macedonische leger dwingen een andere route te kiezen, waardoor Darius meer tijd zou krijgen om zijn leger te verzamelen, waardoor hij de volledige Macedonische invasie misschien een halt kon toeroepen.
Ariobarzanes bezette de pas voor een maand, maar Alexander kon de Perzen omcirkelen en brak door de Perzische verdedigingen. Alexander en zijn elitecontingent vielen daarna het Perzische leger van boven aan in een verrassingsaanval totdat ze niet langer de pas konden blokkeren. De verslagen hierover variëren sterk. Curtius en Arrianus zeggen beiden dat gevangen Alexander door de bergen leidden tot achter de Perzische positie.
Hoewel er geen precieze aantallen zijn, zeggen sommige moderne historici dat Alexander hier het meest verliezen leed in zijn volledige veldtocht.
Een aantal historici zien de Slag bij de Perzische Poorten als de moeilijkste uitdaging voor Alexander om Perzië te veroveren.

## Nasleep
Na de nederlaag van Ariobarzanes kon Alexander Persepolis innemen. Hij veroverde de schatkist, die op dat moment het waardevolste in de hele wereld was. Vier maanden later werd Persepolis geplunderd.